# Przytuki
Przytuki (prononciation : [pʂɨˈtuki]) est un village polonais de la gmina de Kleczew dans le powiat de Konin de la voïvodie de Grande-Pologne dans le centre-ouest de la Pologne.
Il se situe à environ 7 kilomètres à l'ouest de Kleczew (siège de la gmina), à 20 kilomètres au nord-ouest de Konin (siège du powiat) et à 80 kilomètres à l'est de Poznań (capitale régionale).
Le village possédait une population de 170 habitants en 2006.

## Histoire
De 1975 à 1998, le village faisait partie du territoire de la voïvodie de Konin.

Depuis 1999, Przytuki est situé dans la voïvodie de Grande-Pologne.